# Athletic Club de Madrid 1917-1918
Questa voce raccoglie le informazioni riguardanti l'Athletic Club de Madrid, antico nome del Club Atlético de Madrid, nelle competizioni ufficiali della stagione 1917-1918.

## Stagione
Nella stagione 1917-1918 i colchoneros arrivarono secondi nel campionato Regional de Madrid a due punti dal Real Madrid. Non partecipò alla Coppa del Re.

## Maglie e sponsor
| Manica sinistra · Manica sinistra · Maglietta · Maglietta · Manica destra · Manica destra · Pantaloncini · Calzettoni |

## Rosa
Rosa e ruoli dell'Athletic Club de Madrid nella stagione 1917-18
| N. |                   | Ruolo | Calciatore             |
| -- | ----------------- | ----- | ---------------------- |
| -  | Spagna (bandiera) | P     | Juan de Cárcer         |
| -  | Spagna (bandiera) | D     | Luis Garrido Martínez  |
| -  | Spagna (bandiera) | D     | José Luis de Goyarrola |
| -  | Spagna (bandiera) | D     | Ricardo Naveda         |
| -  | Spagna (bandiera) | C     | Miguel Mieg            |
| -  | Spagna (bandiera) | C     | Urbano Iturbe          |
| -  | Spagna (bandiera) | C     | Sócrates Quintana      |
| -  | Spagna (bandiera) | C     | Pacho Balauste         |

| N. |                   | Ruolo | Calciatore           |
| -- | ----------------- | ----- | -------------------- |
| -  | Spagna (bandiera) | C     | César Sáez           |
| -  | Spagna (bandiera) | C     | Yáñez                |
| -  | Spagna (bandiera) | A     | Julián Arzadun       |
| -  | Spagna (bandiera) | A     | Ramón Olalquiaga     |
| -  | Spagna (bandiera) | A     | Ignacio Zabala       |
| -  | Spagna (bandiera) | A     | Gomar                |
| -  | Spagna (bandiera) | A     | José Luis Esquivias  |
| -  | Spagna (bandiera) | A     | Ricardo de Madariaga |

## Statistiche

### Statistiche di squadra
| Competizione         | Punti | Totale | Totale | Totale | Totale | Totale | Totale | DR |
| Competizione         | Punti | G      | V      | N      | P      | Gf     | Gs     | DR |
| -------------------- | ----- | ------ | ------ | ------ | ------ | ------ | ------ | -- |
| Campionato Regionale | 8     | 6      | 4      | 0      | 2      | 16     | 10     | +6 |
| Totale               | 8     | 6      | 4      | 0      | 2      | 16     | 10     | +6 |